# Erwina Ryśová-Ferensová
Erwina Lilia Ryśová-Ferensová (19. ledna 1955 Elbląg – 20. dubna 2022), rozená Ryśová, byla polská rychlobruslařka.
Na mezinárodní scéně debutovala v roce 1972, v následujících třech letech se kromě seniorských účastnila i juniorských světových šampionátů. Roku 1973 Mistrovství světa juniorů vyhrála. Zúčastnila se Zimních olympijských her 1976 (500 m – 18. místo, 1000 m – 10. místo, 1500 m – 8. místo, 3000 m – 10. místo). První seniorskou medaili, bronzovou, vybojovala na Mistrovství světa ve sprintu 1978. Startovala rovněž na ZOH 1980 (500 m – 11. místo, 1000 m – 16. místo, 1500 m – 17. místo, 3000 m – 5. místo) a 1984 (500 m – 9. místo, 1000 m – 7. místo, 1500 m – 5. místo, 3000 m – 14. místo). Na sprinterském světovém šampionátu 1985 si dobruslila pro bronz, od následující sezóny 1985/1986 startovala v seriálu Světového poháru. V roce 1988 získala bronzovou medaili na Mistrovství světa ve víceboji a o několik týdnů později se zúčastnila Zimních olympijských her v Calgary (500 m – 19. místo, 1000 m – 10. místo, 1500 m – 7. místo, 3000 m – 5. místo, 5000 m – 21. místo). Sportovní kariéru ukončila po sezóně 1988/1989.
Zemřela dne 20. dubna 2022 ve věku 67 let.